# Szívizom

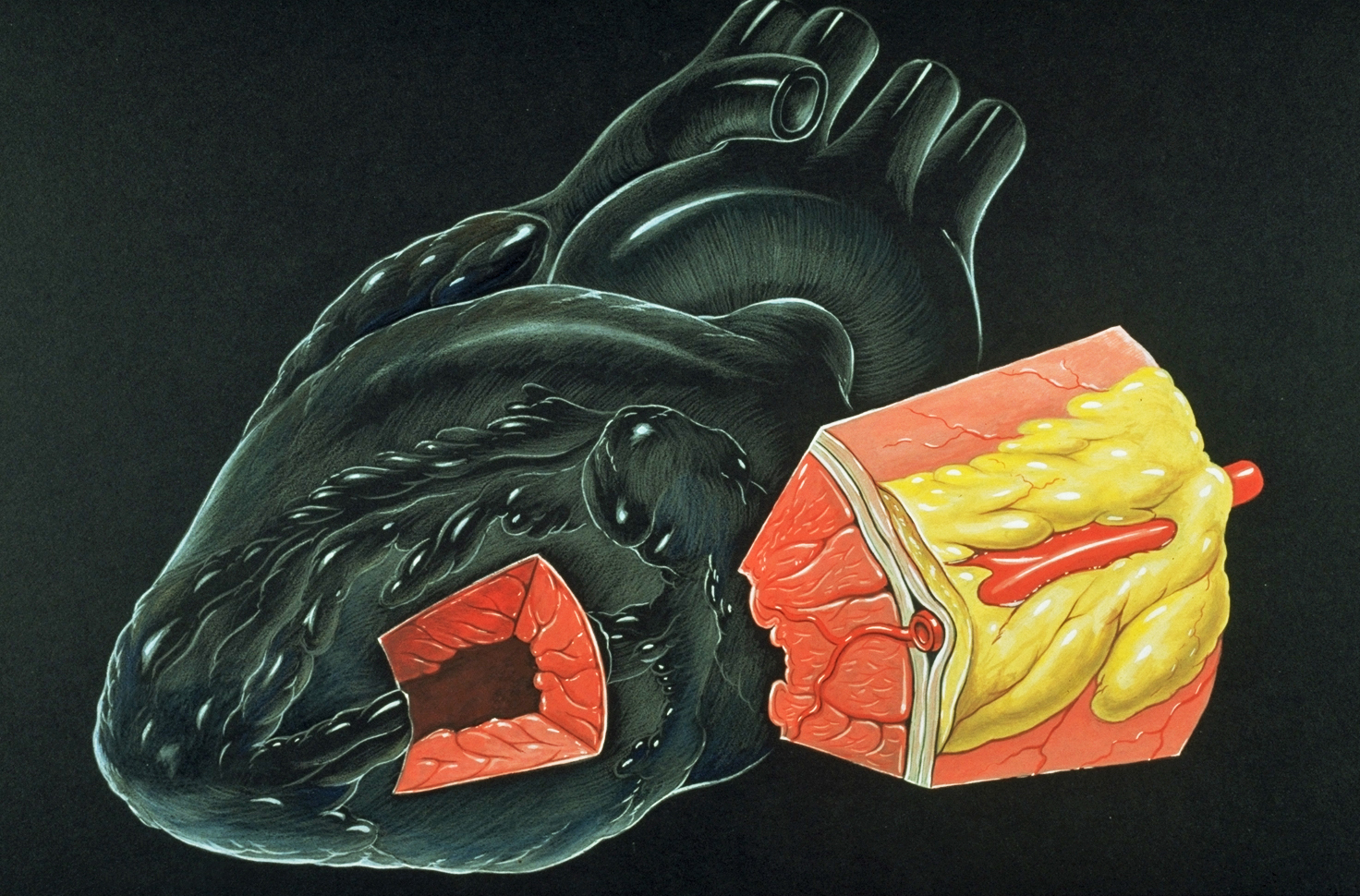
Szívizom- és koszorúér-ábra

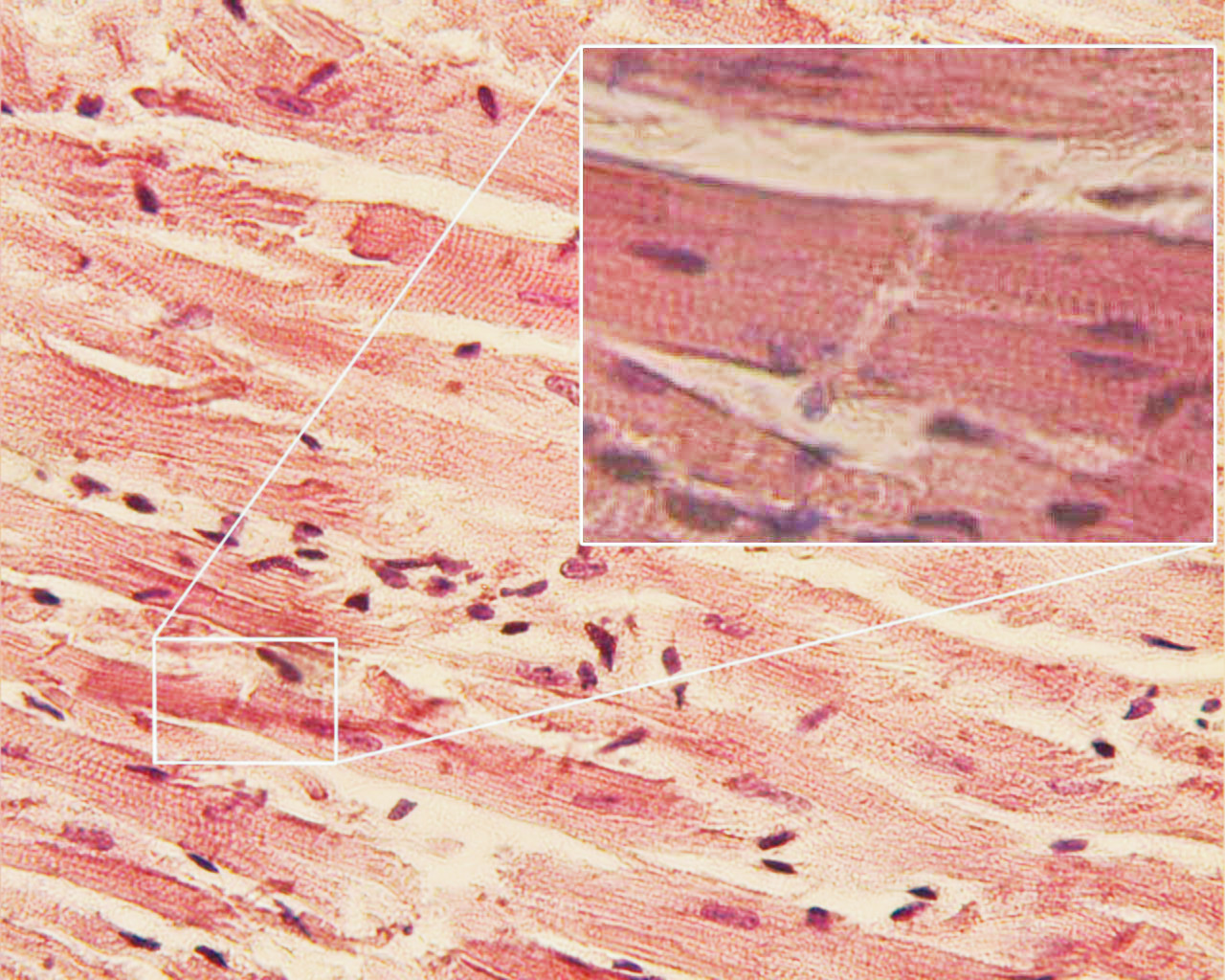
Szívizom

A szívizom a szív összehúzódásait segítő izom. A szívizomszövetet harántcsíkolt izomrostok alkotják, melyek gyors összehúzódásra képesek és nem fáradékonyak. A myocardiumban található. A harántcsíkolt- és a simaizom mellett a három fő izomtípus egyike. A szívizmot alkotó sejteket, a cardiomyocitákat (szívizomsejtek) néhányan más izomtípusok közötti átmenetnek tekintik külsejükre, struktúrájukra, anyagcseréjükre, az ingerlés-összehúzódás kapcsolatára és összehúzódásuk mechanizmusára nézve. A szívizom a harántcsíkolt izomhoz hasonlóan csíkos, ebben mindkettő komoly mértékben különbözik a simaizom sejtjeitől, azonban a szívizomsejtek - általában egyetlen - magja központi helyeződésű, mely tekintetében a simaizomsejtek vonásait mutatja.

## Anyagcsere
A szívizom kiemelkedő állóképességgel rendelkezik több tényezőnek köszönhetően: mitokondriumai folyamatos aerob légzést tesznek lehetővé az oxidatív foszforiláció révén, sok myoglobinja van (oxigéntároló színezőanyag), továbbá kitűnő a vérellátása, mely tápanyagokat és oxigént biztosít az agy számára. A szív úgy az aerob anyagcserére van hangolva, hogy iszkémiás (csökkent vérellátású) állapot esetén nem tud elég vért pumpálni. Alapanyagcsere-értéken az energia kb. 1%-a anaerob anyagcseréből származik. Ez 10%-ra nőhet mérsékelten oxigénhiányos állapotban, de ha a hypoxia komolyabb, akkor a laktát előállítás útján nem szabadítható fel elegendő energia a kamrák összehúzódásainak fenntartásához.
Alapvető aerob feltételek mellett az energia 60%-a zsírból (szabad zsírsavakból és trigiceridekből), 35%-a szénhidrátokból és 5%-a aminosavakból és ketontestekből származik. Bár ezek a részarányok változhatnak a tápláltsági állapot függvényében. Pl. éhezés során a laktátot a szív reciklálhatja.

## A kalcium szerepe az összehúzódásban
A vázizomzattal ellentétben a szívizom összehúzódásához sejtenkívüli kalciumionokra is szükség van. A vázizomzathoz hasonlóan a kamrai izomsejtek akciós potenciáljának kezdete és vége a sejtmembránba belépő nátriumionok ismétlődő folyamatától függ. A sejtenkívüli kalciumionok L típusú kalciumcsatornán történő beáramlása hosszabb távon is fenntartja a szívizomsejtek depolarizációját. A kalciumfüggőség oka az endoplazmatikus retikulumból történő kalcium indukálta kalciumkibocsátás, mely normál elektro-kontrakciós kapcsolás mellett vezet összehúzódáshoz.

## Infarktus
Infarktus során az elhalt szívizomsejtekből számos olyan enzim és egyéb mediátor jut a véráramba, ami normális körülmények között nem található a vérben. Ezek szintjéből következtetni lehet az infarktus súlyosságára.

## Külső hivatkozások
- https://web.archive.org/web/20110104102225/http://mimi.hu/emberitest/szivizom.html [Tiltott forrás?]